# Parafia św. Michała Archanioła w Wirach
Parafia św. Michała Archanioła w Wirach znajduje się w dekanacie świdnickim wschodnim w diecezji świdnickiej. Była erygowana w XIII w. Jej proboszczem jest ks. Andrzej Majka.